# ТЕС Районг (GPD)
15°57′21″ пн. ш. 101°9′19″ сх. д. / 15.95583° пн. ш. 101.15528° сх. д.
ТЕС Районг (GPD) – теплова електростанція, що споруджується у тайській провінції Районг. 
На майданчику станції ведеться будівництво чотирьох однотипних парогазових блоків потужністю по 660 МВт, в кожному з яких одна газова турбіна живитиме через котел-утилізатор одну парову турбіну. Введення перших двох блоків заплановане на 2023 рік, а повне завершення станції очікується у 2024-му. 
Як паливо станція використовуватиме природний газ (її майданчик розташований неподалік від трас газотранспортного коридору Районг – Бангпаконг та П'ятого трубопроводу). При проектній роботі ТЕС буде потрібно 11,6 млн м3 на добу.
Видача продукції відбувається по ЛЕП, розрахованій на роботу під напругою 500 кВ.
Проект реалізують через компанію Gulf PD (GPD), яка належить Gulf Energy Development Public Company (найбільший тайський приватний інвестор у електроенергетику) та японській Mitsui, що мають частки у 70% та 30% відповідно.